# Nilobezzia
Nilobezzia är ett släkte av tvåvingar. Nilobezzia ingår i familjen svidknott.

## Dottertaxa tillNilobezzia, i alfabetisk ordning[1]
- Nilobezzia acanthopus
- Nilobezzia alipennis
- Nilobezzia allotropica
- Nilobezzia aranea
- Nilobezzia arcuatipes
- Nilobezzia armata
- Nilobezzia ateles
- Nilobezzia atoporna
- Nilobezzia badia
- Nilobezzia bakeri
- Nilobezzia basispinigera
- Nilobezzia belligera
- Nilobezzia borneana
- Nilobezzia brevicornis
- Nilobezzia brevipalpis
- Nilobezzia claripennis
- Nilobezzia conjuncta
- Nilobezzia connexa
- Nilobezzia conspicua
- Nilobezzia curticornis
- Nilobezzia diffidens
- Nilobezzia discolor
- Nilobezzia disjuncta
- Nilobezzia disticta
- Nilobezzia duodenalis
- Nilobezzia fijiensis
- Nilobezzia flavida
- Nilobezzia flaviventris
- Nilobezzia formosa
- Nilobezzia formosana
- Nilobezzia fusca
- Nilobezzia fuscitarsis
- Nilobezzia hamifera
- Nilobezzia henanei
- Nilobezzia hunyani
- Nilobezzia inermipes
- Nilobezzia insons
- Nilobezzia japana
- Nilobezzia javanensis
- Nilobezzia kerteszi
- Nilobezzia lacteipennis
- Nilobezzia leucothrix
- Nilobezzia maai
- Nilobezzia mallochi
- Nilobezzia manicata
- Nilobezzia minor
- Nilobezzia myrmedon
- Nilobezzia neotropica
- Nilobezzia nigra
- Nilobezzia nigricans
- Nilobezzia nigritibialis
- Nilobezzia nigriventris
- Nilobezzia nilotica
- Nilobezzia nipponensis
- Nilobezzia ochriventris
- Nilobezzia paraensis
- Nilobezzia photophila
- Nilobezzia pictipes
- Nilobezzia posticata
- Nilobezzia punctipes
- Nilobezzia raphaelis
- Nilobezzia robusta
- Nilobezzia schwarzii
- Nilobezzia scotti
- Nilobezzia semirufa
- Nilobezzia setoensis
- Nilobezzia simplicior
- Nilobezzia spinifera
- Nilobezzia stictonota
- Nilobezzia subtilicrinus
- Nilobezzia tetrasticta
- Nilobezzia vaga
- Nilobezzia whartoni
- Nilobezzia virago
- Nilobezzia yasumatsui
- Nilobezzia zibanensis